# Liste der Baudenkmale in Holzen (bei Eschershausen)
In der Liste der Baudenkmale in Holzen (bei Eschershausen) sind die Baudenkmale der niedersächsischen Gemeinde Holzen im Landkreis Holzminden aufgelistet.

## Allgemein
In den Spalten befinden sich folgende Informationen:
- Lage: die Adresse des Baudenkmales und die geographischen Koordinaten. Kartenansicht, um Koordinaten zu setzen. In der Kartenansicht sind Baudenkmale ohne Koordinaten mit einem roten Marker dargestellt und können in der Karte gesetzt werden. Baudenkmale ohne Bild sind mit einem blauen Marker gekennzeichnet, Baudenkmale mit Bild mit einem grünen Marker.
- Bezeichnung: Bezeichnung des Baudenkmales
- Beschreibung: die Beschreibung des Baudenkmales. Unter § 3 Abs. 2 NDSchG werden Einzeldenkmale und unter § 3 Abs. 3 NDSchG Gruppen baulicher Anlagen und deren Bestandteile ausgewiesen.
- ID: die Objekt-ID des Baudenkmales
- Bild: ein Bild des Baudenkmales, ggf. zusätzlich mit einem Link zu weiteren Fotos des Baudenkmals im Medienarchiv Wikimedia Commons. Wenn man auf das Kamerasymbol klickt, können Fotos zu Baudenkmalen aus dieser Liste hochgeladen werden:

## Holzen (bei Eschershausen)

### Gruppe: Ehem. Reichssegelflugschule
Die Gruppe „Ehem. Reichssegelflugschule“ hat die ID 26973536.

| Lage                                   | Bezeichnung                                        | Beschreibung          | ID       | Bild |
| -------------------------------------- | -------------------------------------------------- | --------------------- | -------- | ---- |
| Ithgelände 51° 57′ 38″ N, 9° 39′ 5″ O  | Int. Nr. 7                                         | Garage                | 26798977 |      |
| Ithgelände 51° 57′ 37″ N, 9° 39′ 4″ O  | Int. Nr. 8/9                                       | Sporthallengebäude    | 26798989 |      |
| Ithgelände 51° 57′ 37″ N, 9° 39′ 6″ O  | Int. Nr. 10                                        | Unterkunftsgebäude    | 26799004 |      |
| Ithgelände 51° 57′ 35″ N, 9° 39′ 7″ O  | Int. Nr. 12                                        | Flugzeughalle         | 26799019 |      |
| Ithgelände 51° 57′ 34″ N, 9° 39′ 5″ O  | Int. Nr. 14                                        | Unterkunftsgebäude    | 26799034 |      |
| Ithgelände 51° 57′ 34″ N, 9° 39′ 2″ O  | Int. Nr. 15                                        | Schulungsgebäude      | 26799048 |      |
| Ithgelände 51° 57′ 38″ N, 9° 39′ 3″ O  | Int. Nr. 24                                        | Pförtnerhaus          | 26799065 |      |
| Ithgelände 51° 57′ 32″ N, 9° 39′ 7″ O  | Int. Nr. 25                                        | Garage                | 37158269 |      |
| Ithgelände 51° 57′ 29″ N, 9° 39′ 8″ O  | Int. Nr. 26, ehem. Krankenrevier                   | Krankenhaus (Bauwerk) | 37158323 |      |
| Ithgelände 51° 57′ 30″ N, 9° 39′ 11″ O | Int. Nr. 27, ehem. Wirtschafts-/u. Kantinengebäude | Wirtschaftsgebäude    | 37158353 |      |
| Ithgelände 51° 57′ 30″ N, 9° 39′ 13″ O | Int. Nr. 28                                        | Unterkunftsgebäude    | 37158363 |      |
| Ithgelände 51° 57′ 32″ N, 9° 39′ 13″ O | Int. Nr. 29                                        | Unterkunftsgebäude    | 37158437 |      |

### Gruppe: Friedhof für Opfer des Faschismus
Die Gruppe „Friedhof für Opfer des Faschismus“ hat die ID 26973558.

| Lage                                                        | Bezeichnung          | Beschreibung | ID       | Bild |
| ----------------------------------------------------------- | -------------------- | --- | -------- | ---- |
| Siebenbachstraße (Verlängerung) 51° 55′ 57″ N, 9° 41′ 15″ O | Ehrenfriedhof Holzen | Terrassenanlage. Ehrenfriedhof für im Arbeitslager verstorbene Zwangsarbeiter, u.a. aus dem KZ-Außenlager Holzen | 26798827 |      |

### Gruppe: Wickenser Straße 2, 4
Die Gruppe „Wickenser Straße 2, 4“ hat die ID 26973547.

| Lage                                          | Bezeichnung              | Beschreibung                                                                                       | ID       | Bild |
| --------------------------------------------- | ------------------------ | -------------------------------------------------------------------------------------------------- | -------- | ---- |
| Siebenbachstraße 2 51° 55′ 59″ N, 9° 40′ 2″ O | Wohn-/Wirtschaftsgebäude | Wohnhaus mit bemerkenswerten Torbogenspruch: "EIN TRAURIGES VERHÄNGNIS LEGTE SEINE WUNDERPROBE..." | 26798917 |      |
| Wickenser Straße 2 51° 56′ 1″ N, 9° 40′ 0″ O  | Wohn-/Wirtschaftsgebäude | | 26798932 |      |
| Wickenser Straße 2 51° 56′ 1″ N, 9° 39′ 59″ O | Stall                    | | 26808360 |      |
| Wickenser Straße 2 51° 56′ 0″ N, 9° 39′ 58″ O | Scheune                  | | 26808374 |      |

### Einzeldenkmale
| Lage                                      | Bezeichnung              | Beschreibung | ID       | Bild |
| ----------------------------------------- | ------------------------ | --- | -------- | ---- |
| An der Kirche 51° 56′ 4″ N, 9° 40′ 2″ O   | Kirche (Bauwerk)         | Kapelle, dem St. Nikolaus gewidmet. Links der mittigen Tür ist der Gebäudeteil mit Glockenturm im 20. Jahrhundert zugefügt worden. | 26798850 |      |
| Friedhofsweg 51° 56′ 3″ N, 9° 39′ 41″ O   | Kapelle (Bauwerk)        | | 26798883 |      |
| Gildehufsweg 1 51° 55′ 57″ N, 9° 40′ 9″ O | Wohn-/Wirtschaftsgebäude | | 26798900 |      |